# Buck Hill
Roger 'Buck' Hill (Washington D.C., 13 februari 1927 – Greenbelt (Maryland), 20 maart 2017) was een Amerikaanse jazzsaxofonist.

## Biografie
Buck Hill begon zijn carrière in 1943, maar kon lange tijd niet leven van de muziek en werkte meer dan dertig jaar als postbode. In 1958/1959 speelde hij met Charlie Byrd en was slechts af en toe actief als muzikant tijdens de jaren 1960 zoals bij John Eaton. In 1973 nam hij op met trompettist Allan Houser uit Washington. Vanaf eind jaren 1970 nam hij uiteindelijk verschillende albums op als leider van SteepleChase Records, die hij opnam met gastmuzikanten als Kenny Barron, Buster Williams, Reuben Brown, Barry Harris, Johnny Coles en Billy Hart. Zangeres Shirley Horn, die ook uit Washington komt, liet hem deelnemen aan enkele van haar albums uit de jaren 1990. Hill is te horen op Close Enough for Love (1988), You Won't Forget Me (1990) en meest recent op The Main Ingredient. Buck Hill bracht het grootste deel van zijn muziekcarrière door met plaatselijke muzikanten in Washington D.C. Volgens Richard Cook en Brian Morton wordt hij niettemin beschouwd als een van de belangrijke regionale jazzmusici, die door veel van zijn collega's hoog wordt aangeschreven. Zijn saxofoonstijl doet denken aan Coleman Hawkins met zijn brede toon, hoewel hij aangaf dat hij werd beïnvloed door Lester Young.

## Overlijden
Buck Hill overleed in maart 2017 op 89-jarige leeftijd.

## Discografie
- 1978: This Is Buck Hill (SteepleChase Records) met Kenny Barron, Buster Williams, Billy Hart
- 1979: Scope (SteepleChase Records)
- 1981: Easy to Love (SteepleChase Records) met Reuben Brown, Wilbur Little, Billy Hart
- 1983: Impressions (SteepleChase Records)
- 1989: Capital Hill (Muse Records) met Barry Harris, Ray Drummond, Freddie Waits
- 1990: The Buck Stops Here (Muse Records)
- 1990: The Buck Stops Here (Muse Records) met Johnny Coles, Barry Harris, Ray Drummond, Kenny Washington
- 1991: I'm Beginning to See the Light (Muse Records)
- 1992: Impulse (Muse Records)
- 1992: Hot Mustard Jazz Band: Don't Postpone Joy – Hot Mustard with Buck Hill (Zest), met Dave Burns, Paul Wingo
- 1997: Northsea Festival (SteepleChase Records), met Reuben Brown
- 2000: Uh Huh! Buck Hill Live at Montpelier (Jazzmont)
- 2006: Relax (Severn Records)